# 루광
루광(중국어: 卢广, 1961년 ~ )은 중국의 독립 사진 기자이다.

## 생애
저장성 진화시 융캉시 출신이며 어린 시절에는 마오쩌둥의 정책에 따랐다. 중국이 산업화를 계기로 경제 변화를 겪게 되면서 1980년에는 비단 공장에서 일하면서 사진을 접했다. 칭화 대학 미술학과에서 사진을 전공했다.
루광의 작품은 중국의 빠른 산업화로 인한 광범위한 결과를 보여주고 있다. 루광은 사회, 환경, 경제 문제에 관한 대규모 다큐멘터리 사진 프로젝트인 《중국의 공해》, 《골드 러시》, 《마약 소녀》, 《개발과 오염》 등을 통해 "중국 사회의 한계에 있는 사람들"로 적시된 허난성의 광부, 마약 중독자, HIV 환자의 삶을 폭로했다. 특히 오염과 환경 파괴에 관한 그의 이야기는 중국 정부의 처벌 위험으로 인해 전통적으로 보고되지 않았던 주제들을 다루고 있다.
루광은 세 개의 세계 언론 사진상, 헨리 나넨 사진상, 유진 스미스 그랜트, 내셔널 지오그래픽과 프린스 클로스 상을 받았다. 루광은 미국 뉴욕시에 거점으로 삼아서 활동했으며 중국의 사진 작가로는 처음으로 미국 국무부의 방문학자와 베이징에 초청되었다. 2018년 11월 초반에 신장 위구르 자치구를 여행하던 도중에 국가안전부 요원에게 끌려간 이후로 연락이 두절되었다.